# Советский район (Марий Эл)

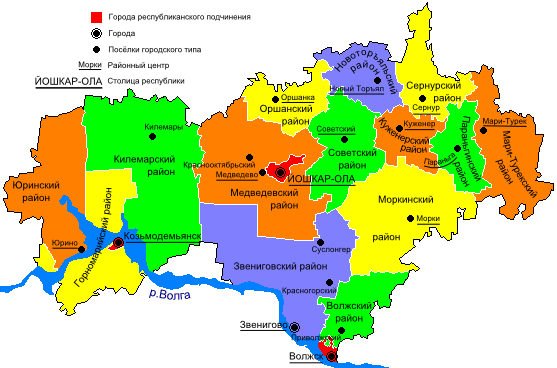
Республика Марий Эл

Сове́тский райо́н (мар. Советский кундем) — административно-территориальная единица и муниципальное образование (муниципальный район) в составе республики Марий Эл Российской Федерации.
Административный центр района — посёлок городского типа Советский.

## География
Район расположен в центральной части Марий Эл. На севере он граничит с Новоторъяльским районом, на востоке — с Куженерским, на юго-востоке — с Моркинским, на юге — со Звениговским, на западе — с Медведевским и северо-западе — с Оршанским районами республики.
Площадь района — 1421 км² (или 142100 га).

### Лесные ресурсы
Леса занимают 35000 га или 25 % территории района. Вся территория района относится к подзоне еловых, елово-пихтовых лесов южно-таежной зоны. В лесах района произрастают сосна, ель, пихта, отчасти берёза и осина.

### Водные ресурсы
Под водоёмами и болотами занято 869 га территории района. Реки на территории района в основном небольшие и мелководные, распределены по территории района равномерно. Наиболее значимая река — Малый Кундыш, приток Малой Кокшаги.

### Минеральные ресурсы
Из полезных ископаемых имеются известняк, торф, глина, песок.

## История
До 1917 года территория современного района входила в состав Царевококшайского уезда Казанской губернии, Яранского и Уржумского уездов Вятской губернии.
15 января 1921 года решением ревкома Марийской АО были созданы три кантона: Козьмодемьянский, Краснококшайский и Сернурский. Территория района входила в состав Краснококшайского и Сернурского кантонов.
25 января 1935 года по постановлению ВЦИК в составе Марийской автономной области был образован Ронгинский район с центром в селе Ронга.
В 1953 районный центр переносят в село Фокино, а в 1958 — в посёлок Советский.
11 марта 1959 года к Ронгинскому району была присоединена часть территории упразднённого Семёновского района.
23 февраля 1960 года Указом Президиума Верховного Совета РСФСР Ронгинский район был переименован в Советский.

## Население
| 2002    | 2005    | 2009    | 2010    | 2011    | 2012    | 2013    | 2014    | 2015    |
| ------- | ------- | ------- | ------- | ------- | ------- | ------- | ------- | ------- |
| 31 403  | ↘30 400 | ↘29 372 | ↗31 081 | ↘31 049 | ↘30 734 | ↘30 358 | ↘30 148 | ↘29 746 |
| 2016    | 2017    | 2018    | 2019    | 2020    | 2021    | 2023    |         |         |
| ↘29 609 | ↘29 398 | ↘29 142 | ↘28 719 | ↘28 329 | ↘26 854 | ↘26 377 |         |         |

### Урбанизация
В городских условиях (пгт Советский) проживают 39,74 % населения района.

### Национальный состав
Национальный состав населения Советского района согласно Всероссийской переписи населения 2010 года. По данным переписи в районе встречаются представители 41 национальности.
| №  |                           | Численность населения, чел. (2010) | % от всего | % от указав- ших нацио- наль- ность |
| -- | ------------------------- | ---------------------------------- | ---------- | ----------------------------------- |
|    | всего                     | 31 081                             | 100,00 %   |                                     |
| 1  | Марийцы                   | 20 355                             | 65,49 %    | 67,28 %                             |
| 2  | Русские                   | 8933                               | 28,74 %    | 29,53 %                             |
| 3  | Татары                    | 492                                | 1,58 %     | 1,63 %                              |
| 4  | Украинцы                  | 116                                | 0,37 %     | 0,38 %                              |
| 5  | Чуваши                    | 107                                | 0,34 %     | 0,35 %                              |
| 6  | Удмурты                   | 45                                 | 0,15 %     | 0,15 %                              |
| 7  | Армяне                    | 25                                 | 0,08 %     | 0,08 %                              |
| 8  | Азербайджанцы             | 24                                 | 0,08 %     | 0,08 %                              |
| 9  | Белорусы                  | 22                                 | 0,07 %     | 0,07 %                              |
| 9  | Мордва                    | 22                                 | 0,07 %     | 0,07 %                              |
| 11 | Таджики                   | 12                                 | 0,04 %     | 0,04 %                              |
| 11 | Узбеки                    | 12                                 | 0,04 %     | 0,04 %                              |
|    | другие                    | 89                                 | 0,29 %     | 0,29 %                              |
|    | указали национальность    | 30 254                             | 97,34 %    | 100,00 %                            |
|    | не указали национальность | 827                                | 2,66 %     |                                     |

По итогам переписи населения 2020 года проживали следующие национальности (национальности менее 0,1 % и другое см. в сноске к строке «Другие»):
| Национальность | Численность, чел. | Доля     |
| -------------- | ----------------- | -------- |
| Марийцы        | 16 553            | 61,64 %  |
| Русские        | 7757              | 28,89 %  |
| Татары         | 326               | 1,21 %   |
| Чуваши         | 68                | 0,25 %   |
| Украинцы       | 46                | 0,17 %   |
| Удмурты        | 29                | 0,11 %   |
| Другие         | 2075              | 7,73 %   |
| Итого          | 26 854            | 100,00 % |

## Административное деление
В Советский район как административно-территориальную единицу входят 1 посёлок городского типа (пгт) и 7 сельских округов. Сельские округа одноимённы образованным в их границах сельским поселениям, а пгт — городскому поселению.
В Советский муниципальный район входят 8 муниципальных образований, в том числе 1 городское поселение и 7 сельских поселений.
| №        | Муниципальное образование | Административный центр | Количество населённых пунктов | Население (чел.) | Площадь (км²) |
| -------- | ------------------------- | ---------------------- | ----------------------------- | ---------------- | ------------- |
| 1e-06    | Городское поселение:      |                        |                               |                  |               |
| 1        | Советский                 | пгт Советский          | 3                             | ↘11 666          | 53,67         |
| 1.000002 | Сельские поселения:       |                        |                               |                  |               |
| 2        | Алексеевское              | посёлок Алексеевский   | 16                            | ↘1812            | 89,56         |
| 3        | Верх-Ушнурское            | село Верх-Ушнур        | 18                            | ↘1469            | 128,00        |
| 4        | Вятское                   | село Вятское           | 22                            | ↘2682            | 179,88        |
| 5        | Кужмаринское              | село Кужмара           | 33                            | ↘2967            | 228,85        |
| 6        | Михайловское              | деревня Михайловка     | 17                            | ↘1039            | 101,28        |
| 7        | Ронгинское                | село Ронга             | 27                            | ↘3257            | 348,33        |
| 8        | Солнечное                 | посёлок Солнечный      | 4                             | ↘1485            | 262,88        |

Законом Республики Марий Эл от 1 апреля 2009 года, Верх-Ушнурское и Кукмаринское сельские поселения были объединены в новое муниципальное образование со статусом сельского поселения с административным центром в селе Верх-Ушнур; Вятское и Оршинское сельские поселения были объединены в новое муниципальное образование со статусом сельского поселения с административным центром в селе Вятское; Кадамское и Кельмаксолинское сельские поселения были объединены в новое муниципальное образование со статусом сельского поселения с административным центром в селе Кужмара; Ронгинское и Чкаринское сельские поселения были объединены в новое муниципальное образование со статусом сельского поселения с административным центром в селе Ронга.

### Населённые пункты
В Советском районе 139 населённых пунктов.
| №   | Населённый пункт | Тип     | Население | Муниципальное образование         |
| --- | ---------------- | ------- | --------- | --------------------------------- |
| 1   | Абаснурский      | деревня | 42        | Алексеевское сельское поселение   |
| 2   | Айметово         | деревня | 22        | Михайловское сельское поселение   |
| 3   | Алеево           | деревня | 117       | Кужмаринское сельское поселение   |
| 4   | Александровка    | деревня | 15        | Михайловское сельское поселение   |
| 5   | Алексеевка       | деревня | 4         | Алексеевское сельское поселение   |
| 6   | Алексеевский     | посёлок | 1644      | Алексеевское сельское поселение   |
| 7   | Андреевка        | деревня | 2         | Михайловское сельское поселение   |
| 8   | Афанассола       | деревня | 64        | Вятское сельское поселение        |
| 9   | Березята         | деревня | 25        | Вятское сельское поселение        |
| 10  | Большая Руясола  | деревня | 221       | Кужмаринское сельское поселение   |
| 11  | Большеникольск   | деревня | 102       | Михайловское сельское поселение   |
| 12  | Большой Ашламаш  | деревня | 82        | Ронгинское сельское поселение     |
| 13  | Большой Шургумал | деревня | 30        | Кужмаринское сельское поселение   |
| 14  | Васлеево         | деревня | 55        | Кужмаринское сельское поселение   |
| 15  | Васташуй         | деревня | 69        | Верх-Ушнурское сельское поселение |
| 16  | Великополье      | деревня | 307       | Ронгинское сельское поселение     |
| 17  | Верхний Кадам    | деревня | 139       | Кужмаринское сельское поселение   |
| 18  | Верх-Ушнур       | село    | 537       | Верх-Ушнурское сельское поселение |
| 19  | Вершинята        | деревня | 7         | Вятское сельское поселение        |
| 20  | Вознесенск       | деревня | 22        | Алексеевское сельское поселение   |
| 21  | Воскресенское    | деревня | 8         | Кужмаринское сельское поселение   |
| 22  | Вятское          | село    | 1777      | Вятское сельское поселение        |
| 23  | Голубой          | посёлок | 428       | Солнечное сельское поселение      |
| 24  | Горная Поляна    | деревня | 49        | Ронгинское сельское поселение     |
| 25  | Гришино          | деревня | 44        | Вятское сельское поселение        |
| 26  | Егошино          | деревня | 0         | Ронгинское сельское поселение     |
| 27  | Захарята         | деревня | 78        | Вятское сельское поселение        |
| 28  | Зелёный          | посёлок | 351       | Ронгинское сельское поселение     |
| 29  | Ивановка         | деревня | 17        | Алексеевское сельское поселение   |
| 30  | Ильинский        | починок | 10        | Алексеевское сельское поселение   |
| 31  | Исаевка          | деревня | 7         | Алексеевское сельское поселение   |
| 32  | Йошкаренер       | деревня | 0         | Кужмаринское сельское поселение   |
| 33  | Казанское        | деревня | 35        | Алексеевское сельское поселение   |
| 34  | Калтаксола       | деревня | 41        | Вятское сельское поселение        |
| 35  | Кельмаксола      | деревня | 349       | Кужмаринское сельское поселение   |
| 36  | Кислицино        | деревня | 0         | Кужмаринское сельское поселение   |
| 37  | Кожласола        | деревня | 41        | Ронгинское сельское поселение     |
| 38  | Козьмодемьянск   | деревня | 8         | Михайловское сельское поселение   |
| 39  | Колокуда         | деревня | 102       | Верх-Ушнурское сельское поселение |
| 40  | Колянур          | деревня | 283       | Вятское сельское поселение        |
| 41  | Комсомольский    | посёлок | 134       | Верх-Ушнурское сельское поселение |
| 42  | Кораксола        | деревня | 120       | Ронгинское сельское поселение     |
| 43  | Кордемтюр        | деревня | 143       | Кужмаринское сельское поселение   |
| 44  | Кордемучаш       | деревня | 108       | Вятское сельское поселение        |
| 45  | Красная Поляна   | деревня | 1         | Алексеевское сельское поселение   |
| 46  | Куберсола        | деревня | 137       | Кужмаринское сельское поселение   |
| 47  | Кугенер          | деревня | 238       | Ронгинское сельское поселение     |
| 48  | Кужмара          | село    | 391       | Кужмаринское сельское поселение   |
| 49  | Кукмарь          | деревня | 431       | Верх-Ушнурское сельское поселение |
| 50  | Кукшумбал        | деревня | 1         | Ронгинское сельское поселение     |
| 51  | Кундуштур        | деревня | 69        | Верх-Ушнурское сельское поселение |
| 52  | Кундуштур        | деревня | 53        | Ронгинское сельское поселение     |
| 53  | Кундуштур        | посёлок | 13        | Ронгинское сельское поселение     |
| 54  | Кундушумбал      | деревня | 104       | Ронгинское сельское поселение     |
| 55  | Купшульсола      | деревня | 2         | Ронгинское сельское поселение     |
| 56  | Куркумбал        | деревня | 84        | Верх-Ушнурское сельское поселение |
| 57  | Кюрсола          | деревня | 35        | Ронгинское сельское поселение     |
| 58  | Лайсола          | деревня | 119       | Кужмаринское сельское поселение   |
| 59  | Лаксола          | деревня | 0         | Вятское сельское поселение        |
| 60  | Липовцы          | деревня | 0         | Кужмаринское сельское поселение   |
| 61  | Логанер          | деревня | 13        | Кужмаринское сельское поселение   |
| 62  | Луговой          | посёлок | 44        | Солнечное сельское поселение      |
| 63  | Люперсола        | деревня | 436       | Кужмаринское сельское поселение   |
| 64  | Малая Руясола    | деревня | 17        | Кужмаринское сельское поселение   |
| 65  | Малоникольск     | деревня | 0         | Михайловское сельское поселение   |
| 66  | Малый Кадам      | деревня | 98        | Кужмаринское сельское поселение   |
| 67  | Малый Шургумал   | деревня | 34        | Кужмаринское сельское поселение   |
| 68  | Мананмучаш       | деревня | 66        | Алексеевское сельское поселение   |
| 69  | Мари-Орша        | деревня | 151       | Вятское сельское поселение        |
| 70  | Маскародо        | деревня | 9         | Верх-Ушнурское сельское поселение |
| 71  | Михайловка       | деревня | 908       | Михайловское сельское поселение   |
| 72  | Муглово          | деревня | 28        | Верх-Ушнурское сельское поселение |
| 73  | Неделька         | деревня | 0         | Кужмаринское сельское поселение   |
| 74  | Немецродо        | деревня | 34        | Верх-Ушнурское сельское поселение |
| 75  | Николаевка       | деревня | 0         | Михайловское сельское поселение   |
| 76  | Новоселово       | деревня | 11        | Алексеевское сельское поселение   |
| 77  | Новотроицкое     | деревня | 2         | Алексеевское сельское поселение   |
| 78  | Новый Ургакш     | деревня | 12        | Вятское сельское поселение        |
| 79  | Нуженер          | деревня | 46        | Михайловское сельское поселение   |
| 80  | Нужъял           | деревня | 120       | Михайловское сельское поселение   |
| 81  | Нурмучаш         | деревня | 2         | Вятское сельское поселение        |
| 82  | Ожиганово        | деревня | 21        | Вятское сельское поселение        |
| 83  | Озамбай          | деревня | 15        | Михайловское сельское поселение   |
| 84  | Орша             | село    | 423       | Вятское сельское поселение        |
| 85  | Оршанка          | деревня | 1         | Алексеевское сельское поселение   |
| 86  | Отары            | деревня | 28        | Михайловское сельское поселение   |
| 87  | Ошмаенер         | деревня | 1         | Ронгинское сельское поселение     |
| 88  | Памашсола        | деревня | 1         | Ронгинское сельское поселение     |
| 89  | Пахомово         | деревня | 0         | Михайловское сельское поселение   |
| 90  | Петропавловка    | деревня | 34        | Алексеевское сельское поселение   |
| 91  | Петрушкино       | деревня | 35        | Ронгинское сельское поселение     |
| 92  | Пибахтино        | деревня | 98        | Верх-Ушнурское сельское поселение |
| 93  | Покровск         | деревня | 0         | Михайловское сельское поселение   |
| 94  | Прокопьево       | деревня | 80        | Кужмаринское сельское поселение   |
| 95  | Ронга            | село    | 1333      | Ронгинское сельское поселение     |
| 96  | Рошня            | деревня | 7         | Ронгинское сельское поселение     |
| 97  | Русский Кадам    | деревня | 97        | Кужмаринское сельское поселение   |
| 98  | Семейкино        | деревня | 42        | Верх-Ушнурское сельское поселение |
| 99  | Семёновка        | деревня | 0         | Михайловское сельское поселение   |
| 100 | Советский        | пгт     | ↘10 483   | городское поселение Советский     |
| 101 | Солнечный        | посёлок | 1317      | Солнечное сельское поселение      |
| 102 | Спасский         | деревня | 16        | Михайловское сельское поселение   |
| 103 | Средний Кадам    | деревня | 502       | Кужмаринское сельское поселение   |
| 104 | Старый Ургакш    | деревня | 86        | Вятское сельское поселение        |
| 105 | Тапшер           | деревня | 153       | Верх-Ушнурское сельское поселение |
| 106 | Тимофеево        | деревня | 4         | Верх-Ушнурское сельское поселение |
| 107 | Тойбеково        | деревня | 20        | Алексеевское сельское поселение   |
| 108 | Тошлем           | деревня | 9         | Кужмаринское сельское поселение   |
| 109 | Троицинский      | деревня | 36        | Кужмаринское сельское поселение   |
| 110 | Удельное         | деревня | 0         | Алексеевское сельское поселение   |
| 111 | Удельное         | деревня | 51        | Вятское сельское поселение        |
| 112 | Ургакш           | посёлок | 1385      | городское поселение Советский     |
| 113 | Фокино           | деревня | 94        | Вятское сельское поселение        |
| 114 | Чевернур         | деревня | 20        | Михайловское сельское поселение   |
| 115 | Чевернур         | деревня | 17        | Ронгинское сельское поселение     |
| 116 | Чкарино          | село    | 607       | Ронгинское сельское поселение     |
| 117 | Шанер            | деревня | 66        | Верх-Ушнурское сельское поселение |
| 118 | Шанешкино        | деревня | 42        | Кужмаринское сельское поселение   |
| 119 | Шогаль           | деревня | 73        | Вятское сельское поселение        |
| 120 | Шоптранер        | деревня | 9         | Вятское сельское поселение        |
| 121 | Шуармучаш        | деревня | 65        | Кужмаринское сельское поселение   |
| 122 | Шуарсола         | деревня | 264       | Кужмаринское сельское поселение   |
| 123 | Шудасола         | деревня | 183       | Кужмаринское сельское поселение   |
| 124 | Шуймучаш         | деревня | 55        | Верх-Ушнурское сельское поселение |
| 125 | Шуледур          | деревня | 80        | Ронгинское сельское поселение     |
| 126 | Шулемучаш        | деревня | 9         | Кужмаринское сельское поселение   |
| 127 | Шулындино        | деревня | 27        | городское поселение Советский     |
| 128 | Шуля Ярамор      | деревня | 2         | Ронгинское сельское поселение     |
| 129 | Шумисола         | деревня | 26        | Ронгинское сельское поселение     |
| 130 | Шургуял          | деревня | 38        | Ронгинское сельское поселение     |
| 131 | Энермучаш        | деревня | 39        | Верх-Ушнурское сельское поселение |
| 132 | Энерсола         | деревня | 62        | Кужмаринское сельское поселение   |
| 133 | Юледур           | деревня | 21        | Кужмаринское сельское поселение   |
| 134 | Якайсола         | деревня | 19        | Ронгинское сельское поселение     |
| 135 | Яманаево         | деревня | 41        | Вятское сельское поселение        |
| 136 | Янгранур         | деревня | 81        | Верх-Ушнурское сельское поселение |
| 137 | Янкеево          | деревня | 7         | Вятское сельское поселение        |
| 138 | Ясный            | посёлок | 982       | Солнечное сельское поселение      |
| 139 | Яштародо         | деревня | 71        | Кужмаринское сельское поселение   |

Упразднённые населённые пункты
- 2023 год — посёлок Зелёная роща[27].
- 2025 год — деревня Малый Ашламаш включена в состав деревни Кугенер.

## Экономика

### Промышленность
- Советский мебельно-деревообрабатывающий комбинат
- Ронгинский каменный карьер
- Спиртовой завод

### Сельское хозяйство
Земли сельскохозяйственного назначения занимают 68467 га, в том числе пашня — 56834 га.

## Культура и образование
- Отдел образования Советского района

### Памятники
В районе находится 55 памятников истории, культуры и природы, из них:
- 9 археологических
  - Абаснурская курганная группа
  - Колянурская курганная группа
  - Прокопьевская курганная группа
  - Семейкинская курганная группа
  - Алексеевская курганная группа (эпоха бронзы — конец II тысячелетия до нашей эры)
  - Верхушнурское кладбище
  - Ронгинское кладбище
  - Тапшерское мольбище.
- 2 архитектуры и градостроительства
- 22 исторических
- 22 ландшафтных
- 31 священная роща (кӱсото), где марийцы-язычники устраивали массовые моления с жертвоприношениями
- Оршинская церковь (середина XVIII века)